# الأرمادا (كتاب)
الأرمادا هو كتاب تاريخ، يحظى بشعبية واسعة، ألفه الكاتب الأمريكي غاريت ماتينغلي - وهو مؤرخ درس في جامعة كولومبيا - حول محاولة الأسطول الأسباني غزو إنجلترا في عام 1588. نشر في عام 1959 من دار نشر شركة هوتون ميفلين، وفاز ماتينغلي بسببه بجائزة بوليتزر الخاصة في عام 1960 باعتباره «كتاب تاريخ من الدرجة الأولى وعملًا أدبيًا رفيع المستوى». 
كتب أحد مؤلفي السيرة الذاتية أن كتاب "الأرمادا": "كتب بنثر أرجواني ولكن بنفسجي ملكي، والذي يُقرأ مثل الخيال التاريخي. وأشار كاتب سيرة آخر إلى أن ماتينجلي "صاغ كتابه بأسلوب روائي يحكي قصة عن البشر" وأن الأرمادا "كتاب نادر، وهو كتاب من تأليف مؤرخ محترف ويحظى بإعجاب المؤرخين المحترفين والذي أصبح مع ذلك من أكثر الكتب مبيعًا". ولا يزال الأرمادا يطبع ويصدر أيضًا خارج الولايات المتحدة تحت عنوان "هزيمة الأسطول الأسباني".